# 服氣
服气，拼音：fú qì 又叫作“服气”、“行气”、“含气”等。原本为中国古代民间的一种养生方法，以后成为道教的一种修炼方术。《庄子》：“乘天地之正，而御六气之辩。”《楚辞・远游》中也有“餐六气而饮沆瀣兮，漱正阳而含朝霞”之句。
《陵阳子明经》中说：“春食朝霞，朝霞者，日始欲出赤黄气也；秋食沦阴，沦阴者，日没以后赤黄气也。冬饮沆瀣，沆瀣者，北方夜半气也；夏食正阳，正阳者，南方日中气也。并天地玄黄之气，是为六气也。”
另可指服饵，指服用中草药或金石炼成的外丹。服食仙药风气盛行魏晋时期。葛洪《抱朴子内篇·仙药》专论服食，列有上百种服食药材，比如茯苓、麦门冬、枸杞、天门冬、黄精、胡麻、桂、甘菊、松脂等，宣称“椒姜御寒，菖蒲益聪，巨胜延年，威喜辟兵”。后来李时珍著《本草纲目》，几乎全部收藏。《列仙传》中所列神仙们，其中绝大部分是服食草木药的，如赤将子舆“啖百草花”，涓子“好饵术”，师门“食桃李葩”，务光服“兰韭根”，鹿皮公“食芝草”。

## 延伸阅读
[在维基数据编辑]
 《欽定古今圖書集成·博物彙編·神異典·服食部》，出自陈梦雷《古今圖書集成》